# Tetrastichus colemani
Tetrastichus colemani är en stekelart som beskrevs av Crawford 1912. Tetrastichus colemani ingår i släktet Tetrastichus och familjen finglanssteklar. Inga underarter finns listade i Catalogue of Life.